# John O'Connell (calciatore)
John O'Connell (... – 30 novembre 1987) è stato un calciatore statunitense, di ruolo difensore.